# Arctia matronula
Espèce
Synonymes
- Phalaena matronula Linnaeus, 1758
- Pericallia matronula (Linnaeus, 1758)

La Matrone ou Écaille brune (Arctia matronula) est une espèce paléarctique de lépidoptères (papillons) de la famille des Erebidae et de la sous-famille des Arctiinae.

## Distribution
Arctia matronula a une distribution eurasiatique : on la trouve depuis l'Est de la France jusqu'à la Scandinavie, en Russie, en Ukraine, en Asie centrale et jusqu'à la Corée et au Japon.

## Habitat
L'espèce fréquente les pentes rocailleuses bien exposées, parsemées d'arbres et d'arbustes, dans des régions de moyenne montagne[réf. souhaitée].

## Biologie
L'espèce est univoltine et les imagos sont visibles en juin et juillet[réf. souhaitée]. 
La femelle est assez lourde et se déplace peu. 
La chenille se nourrit de divers arbustes ou de plantes basses. Elle hiverne, souvent deux fois[réf. souhaitée]. 

## Protection
L'espèce est protégée à l’échelle nationale sur le territoire français, au titre de l’article 3 de l’arrêté ministériel du 23 avril 2007.

## Philatélie

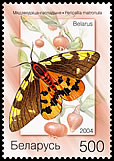

Cette espèce est représentée sur un timbre-poste de Biélorussie de 2004, sous le nom de Pericallia matronula.